# 더☆도라에몽즈 두근두근 기관차 대폭주!
두근두근 기관차 대폭주(ドキドキ機関車大爆走!)는 일본의 국민만화로 선풍적인 인기를 끌고 있고 대한민국도 인기를 조금 보이고 있는 도라에몽의 영화 중 하나로 극장판 도라에몽: 진구의 태양왕전설의 동시 상영작으로 동시 상영작 중에서도 17분으로 러닝타임이 대체로 짧은 편이다. 한국에서도 방송되었다.

## 줄거리
한때 도라에몽에게 패해 타임 순찰에 잡힌 악의 과학자 아티모프가 탈옥해 22세기 파워센터에서 에너지 캡슐을 훔쳤다. 그 결과 거리 전체가 정전이 되어 버렸다.
거리를 구하기 위해 도라에몽 일행은 하나만 남겨진 에너지 캡슐을 전달하는 임무를 맡고, 차장의 로빈과 함께 증기 기관차로 파워 센터로 향한다.

## 캐스팅
| 등장인물     | 성우              |
| ------------ | ----------------- |
| 도라에몽     | 오오야마 노부요   |
| 교장         | 나가이 이치로     |
| 도라키드     | 난바 케이이치     |
| 도람드 III   | 사토 마사하루     |
| 왕도라       | 하야시바라 메구미 |
| 미니도라     | 사쿠마 레이       |
| El 마타도라  | 나카오 류세이     |
| 도라린호     | 아치류사이 테이유 |
| 도라닌쵸브   | 토시하루 사쿠라이 |
| Dr. 아치모브 | 긴가 반쥬         |
| 로빈         | 시라토리 유리     |